# 7434 Osaka
7434 Osaka este un asteroid din centura principală de asteroizi.

## Descriere
7434 Osaka este un asteroid din centura principală de asteroizi. A fost descoperit pe 14 ianuarie 1994 la Oizumi de Takao Kobayashi. El prezintă o orbită caracterizată de o semiaxă mare de 2,26 ua, o excentricitate de 0,11 și o înclinație de 8,9° în raport cu ecliptica.